# Оленівська селищна рада
Оле́нівська се́лищна ра́да — адміністративно-територіальна одиниця та орган місцевого самоврядування в Волноваському районі Донецької області. Адміністративний центр — селище міського типу Оленівка.

## Загальні відомості
- Населення ради: 5 198 осіб (станом на 2001 рік)

## Населені пункти
Селищній раді підпорядковані населені пункти:
- смт Оленівка
- с-ще Малинове
- с-ще Молодіжне
- с-ще Новомиколаївка
- с-ще Нова Оленівка

## Склад ради
Рада складається з 30 депутатів та голови.
- Голова ради: Кучеренко Віктор Валентинович
- Секретар ради: Олійник Марина Олександрівна

### Керівний склад попередніх скликань
| Прізвище, ім'я, по батькові   | Основні відомості                                                | Дата обрання | Дата звільнення |
| ----------------------------- | ---------------------------------------------------------------- | ------------ | --------------- |
| Лисенко Людмила Анатоліївна   | Селищний голова, 1961 року народження, позапартійна              | 26.03.2006   | 31.10.2010      |
| Кучеренко Віктор Валентинович | Селищний голова, 1964 року народження, освіта вища, безпартійний | 31.10.2010   |                 |

Примітка: таблиця складена за даними сайту Верховної Ради України

### Депутати
За результатами місцевих виборів 2010 року депутатами ради стали:

#### За суб'єктами висування
| Суб'єкт висування                 | Кількість обраних депутатів | %    |
| --------------------------------- | --------------------------- | ---- |
| Партія регіонів                   | 16                          | 53,3 |
| Самовисування                     | 13                          | 43,3 |
| Політична партія «Сильна Україна» | 1                           | 3,3  |

#### За округами
| № округу                          | Прізвище, ім'я, по батькові       | Дата визнання обраним | Освіта             | Партійна приналежність                   | Відомості про обраного депутата                                                         |
| --------------------------------- | --------------------------------- | --------------------- | ------------------ | ---------------------------------------- | --------------------------------------------------------------------------------------- |
| Партія регіонів                   |                                   |                       |                    |                                          |                                                                                         |
| 1                                 | Усова Лідія Анатоліївна           | 03.11.2010            | вища               | член Партії регіонів                     | Оленівська загальноосвітня школа № 1, заступник директора по виховній роботі            |
| 2                                 | Тормашова Ольга Трохимівна        | 03.11.2010            | середня            | член Партії регіонів                     | приватний підприємець                                                                   |
| 4                                 | Бистров Віктор Іванович           | 03.11.2010            | вища               | член Партії регіонів                     | ДП ГАК «Хліб України» Оленівський комбінат хлібопродуктів, головний енергетик           |
| 5                                 | Магер Інна Миколаївна             | 03.11.2010            | вища               | член Партії регіонів                     | Оленівський дитячий садок № 24, завідувачка                                             |
| 6                                 | Новіков Віктор Васильович         | 03.11.2010            | вища               | член Партії регіонів                     | Оленівська міська лікарня, лікар                                                        |
| 12                                | Гіріч Ірина Вікторівна            | 03.11.2010            | вища               | член Партії регіонів                     | Оленівська селищна рада, фахівець II категорії по будівництву                           |
| 15                                | Олійник Марина Олександрівна      | 03.11.2010            | вища               | член Партії регіонів                     | Оленівська селищна рада, фахівець І категорії                                           |
| 16                                | Єрьомка Світлана Іванівна         | 03.11.2010            | вища               | член Партії регіонів                     | Оленівська селищна рада, інспектор військово-облікового столу                           |
| 17                                | Касьяненко Наталя Тимофіївна      | 03.11.2010            | вища               | член Партії регіонів                     | Оленівська селищна рада, секретар                                                       |
| 19                                | Олійник Галина Іванівна           | 03.11.2010            | вища               | член Партії регіонів                     | ТОВ «Донбасс Плюс», відділ кадрів                                                       |
| 20                                | Федоренко Марина Василівна        | 03.11.2010            | вища               | член Партії регіонів                     | Оленівська селищна рада, фахівець бухгалтерського обліку                                |
| 21                                | Савченко Володимир Григорович     | 03.11.2010            | вища               | член Партії регіонів                     | ДП ГАК «Хлеб України» Оленівський комбінат хлібопродуктів, заступник головного інженера |
| 26                                | Пашукевич Андрій Вікторович       | 03.11.2010            | вища               | позапартійний                            | ПТО станції Оленівка, старший оглядач поїздів                                           |
| 28                                | Клименкова Вікторія Володимирівна | 03.11.2010            | середня            | член Партії регіонів                     | Оленівська селищна рада, фахівець по будівництву                                        |
| 29                                | Бондаренко Валентина Степанівна   | 03.11.2010            | вища               | член Партії регіонів                     | Приватна практика, лікар                                                                |
| 30                                | Фоменко Олександр Валерійович     | 03.11.2010            | середня            | член Партії регіонів                     | приватний підприємець                                                                   |
| Політична партія «Сильна Україна» |                                   |                       |                    |                                          |                                                                                         |
| 23                                | Штаньков Олександр Митрофанович   | 03.11.2010            | середня            | член Політичної партії «Сильна Україна»  | приватний підприємець                                                                   |
| Самовисування                     |                                   |                       |                    |                                          |                                                                                         |
| 3                                 | Матвієнко Павло Павлович          | 03.11.2010            | вища               | позапартійний                            | Донецький юридичний інститут МВС, студент                                               |
| 7                                 | Гудима Сергій Анатолійович        | 03.11.2010            | вища               | член Партії регіонів                     | ДП ДАК «Хліб України», старший майстер                                                  |
| 8                                 | Лавров Олександр Єгорович         | 03.11.2010            | середня            | позапартійний                            | тимчасово не працює                                                                     |
| 9                                 | Оліфіров Олександр Павлович       | 03.11.2010            | вища               | член Політичної партії «Сильна Україна»  | ТОВ «Апрель», менеджер                                                                  |
| 10                                | Матвієнко Михайло Віталійович     | 03.11.2010            | середня            | член Політичної партії «Сильна Україна»  | приватний підприємець                                                                   |
| 11                                | Доля Олександр Георгійович        | 03.11.2010            | вища               | позапартійний                            | Станція Оленівка, начальник                                                             |
| 13                                | Нестеренко Сергій Вікторович      | 03.11.2010            | вища               | член Політичної партії «Трудова Україна» | ТОВ «Експометал», заступник керівника                                                   |
| 14                                | Вдовенко Олександр Павлович       | 03.11.2010            | вища               | позапартійний                            | приватний підприємець                                                                   |
| 18                                | Матвієнко Павло Володимирович     | 03.11.2010            | вища               | член Політичної партії «Сильна Україна»  | ТОВ «Інвест центр», начальник відділу                                                   |
| 22                                | Пасічник Віктор Валентинович      | 03.11.2010            | середня            | позапартійний                            | пенсіонер                                                                               |
| 24                                | Усов Сергій Семенович             | 03.11.2010            | середня            | член Комуністичної партії України        | пенсіонер                                                                               |
| 25                                | Качура Микола Іванович            | 02.01.2011            | середня спеціальна | позапартійний                            | тимчасово не працює                                                                     |
| 27                                | Ліховід Анжеліка Євгенівна        | 03.11.2010            | середня            | член Політичної партії «Сильна Україна»  | ТОВ «Торговий дім аматор», охоронець                                                    |